# Environment

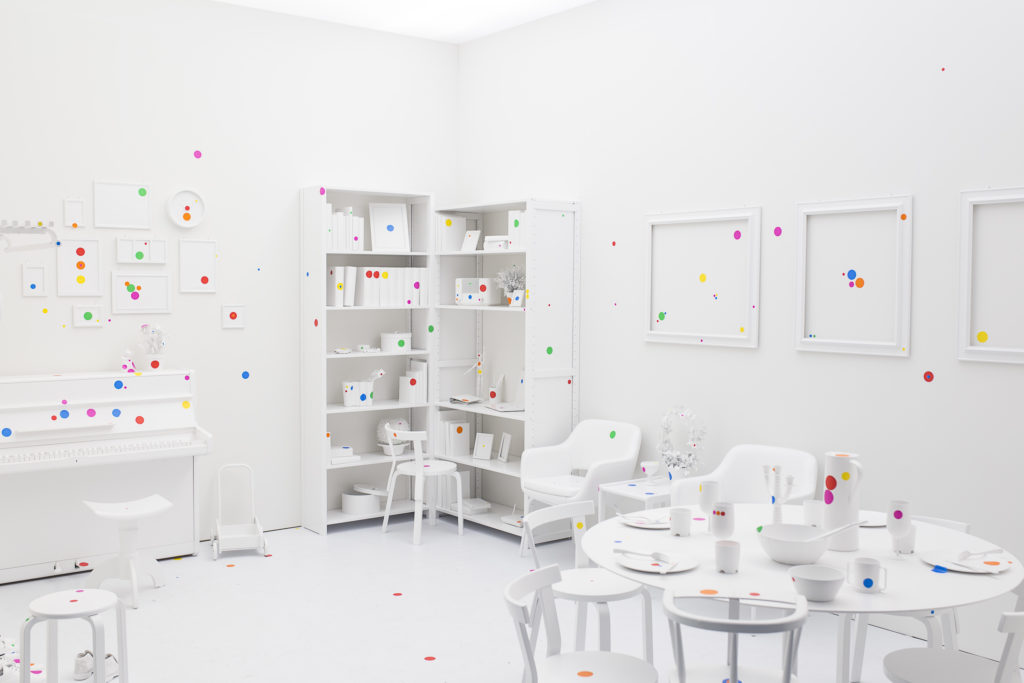
Yayoi Kusama Obliteration Room

Environment (ang. otoczenie, środowisko) to jeden ze środków wypowiedzi jakimi posługuje się sztuka współczesna. Jest to sztucznie tworzona sytuacja przestrzenna przeznaczona dla osób pasywnie w niej uczestniczących. Może to być wnętrze, w którym ściany i sprzęty najeżone są ostrymi odłamkami szkła, albo pomalowana w pionowe pasy kabina z lustrzaną podłogą i sufitem – co na osobie znajdującej się wewnątrz robi wrażenie, że jest zawieszona w szybie ciągnącym się w nieskończoność. Istnieją również bardziej skomplikowane układy, działające na zasadzie wywołania szoku.
Koncepcja environment wywodzi się z niektórych poczynań dadaistów i surrealistów. Rozwinięta została w latach 50. przez Allana Kaprowa oraz artystów przeważnie związanych z pop-artem.
W Polsce po raz pierwszy environment zorganizowano w 1958 roku w Salonie Nowej Kultury w Warszawie. Była to wystawa pt. Studium przestrzeni Wojciecha Fangora i Stanisława Zamecznika.